# Copa Artemio Franchi
La Copa de Campions Conmebol-UEFA, anomenada anteriorment Copa Artemio Franchi (en honor del dirigent Artemio Franchi), és un torneig futbolístic avalat per la FIFA disputat per les nacions campiones d'Europa (Eurocopa) i Amèrica del Sud (Copa Amèrica de futbol). S'han disputat un total de tres edicions, la primera d'elles guanyada per França l'any 1985, i les dues següents, el 1993 i el 2022, guanyades per l'Argentina.

## Palmarès

### Per edició
| Any  | Seu                      | Campió    | Resultat             | Subcampió |
| ---- | ------------------------ | --------- | -------------------- | --------- |
| 1985 | París, França            | França    | 2-0                  | Uruguai   |
| 1993 | Mar del Plata, Argentina | Argentina | 1-1 (prò.), 5-4 (p.) | Dinamarca |
| 2022 | Londres, Anglaterra      | Argentina | 3-0                  | Itàlia    |

### Per país
| Equip     | Títols         | Subcampió |
| --------- | -------------- | --------- |
| Argentina | 2 (1993, 2022) |           |
| França    | 1 (1985)       |           |
| Uruguai   |                | 1 (1985)  |
| Dinamarca |                | 1 (1993)  |
| Itàlia    |                | 1 (2022)  |

### Per continent
| Confederació               | Títols | Països        |
| -------------------------- | ------ | ------------- |
| CONMEBOL (Amèrica del Sud) | 2      | Argentina (2) |
| UEFA (Europa)              | 1      | França (1)    |

## Edició de 1985
| França · (campió Campionat d'Europa de futbol 1984) | 2–0 | Uruguai · (campió Copa Amèrica 1983) |
| --------------------------------------------------- | --- | ------------------------------------ |
| Rocheteau 5' · Touré 56'                            |     |                                      |

| França | Uruguai |

| GK           | 1  | Joël Bats           |  |
| DF           | 2  | Michel Bibard       |  |
| DF           | 4  | Yvon Le Roux        |  |
| DF           | 5  | Maxime Bossis       |  |
| DF           | 3  | William Ayache      |  |
| MF           | 6  | Alain Giresse       |  |
| MF           | 7  | Luis Fernández      |  |
| MF           | 10 | Michel Platini (c)  |  |
| MF           | 8  | Thierry Tusseau     |  |
| FW           | 11 | José Touré          |  |
| FW           | 9  | Dominique Rocheteau |  |
| Entrenador:  |    |                     |  |
| Henri Michel |    |                     |  |

| GK             | 1  | Rodolfo Rodríguez (c) |           |     |
| DF             | 4  | Víctor Diogo          | Amonestat |     |
| DF             | 2  | Nelson Gutiérrez      | Amonestat |     |
| DF             | 3  | Darío Pereyra         | Amonestat |     |
| DF             | 6  | José Batista          |           |     |
| MF             | 8  | Jorge Barrios         |           | 77' |
| MF             | 5  | Miguel Bossio         |           |     |
| MF             | 10 | Sergio Santín         |           |     |
| MF             | 7  | Venancio Ramos        |           |     |
| FW             | 9  | Enzo Francescoli      |           |     |
| FW             | 11 | Wilmar Cabrera        |           | 77' |
| Substitucions: |    |                       |           |     |
| MF             | 15 | Mario Saralegui       |           | 77' |
| FW             | 16 | Gustavo Dalto         |           | 77' |
| Entrenador:    |    |                       |           |     |
| Omar Borrás    |    |                       |           |     |

## Edició de 1993
| Argentina · (campió Copa Amèrica 1991)                        | 1–1 (pr.) | Dinamarca · (campió Campionat d'Europa de futbol 1992)        |
| ------------------------------------------------------------- | --------- | ------------------------------------------------------------- |
| Caniggia 30'                                                  | Report    | Craviotto 12' (p.p.)                                          |
| Tanda de penals                                               |           |                                                               |
| Maradona · Batistuta · Simeone · Mancuso · Caniggia · Saldaña | 5–4       | Elstrup · Mølby · B. Nielsen · Vilfort · B. Laudrup · Goldbæk |

| Argentina | Dinamarca |

| GK             | 1  | Sergio Goycochea   |  |      |
| DF             | 4  | Nestor Craviotto   |  | 113' |
| DF             | 2  | Jorge Borelli      |  |      |
| DF             | 6  | Sergio Vázquez     |  |      |
| DF             | 3  | Ricardo Altamirano |  |      |
| MF             | 14 | Diego Simeone      |  |      |
| MF             | 5  | Alejandro Mancuso  |  |      |
| MF             | 10 | Diego Maradona (c) |  |      |
| MF             | 20 | Leonardo Rodríguez |  | 60'  |
| FW             | 9  | Gabriel Batistuta  |  |      |
| FW             | 7  | Claudio Caniggia   |  |      |
| Substitucions: |    |                    |  |      |
| DF             | 8  | Darío Franco       |  | 60'  |
| MF             | 15 | Julio Saldaña      |  | 113' |
| Entrenador:    |    |                    |  |      |
| Alfio Basile   |    |                    |  |      |

| GK                     | 1  | Peter Schmeichel |           |      |
| DF                     | 2  | Jakob Kjeldbjerg |           |      |
| DF                     | 4  | Lars Olsen (c)   |           |      |
| DF                     | 6  | Torben Piechnik  |           | 38'  |
| DF                     | 3  | Marc Rieper      |           |      |
| MF                     | 7  | Johnny Mølby     |           |      |
| MF                     | 9  | Bjarne Goldbæk   | Amonestat |      |
| MF                     | 8  | Kim Vilfort      |           |      |
| MF                     | 5  | Henrik Larsen    |           | 120' |
| FW                     | 11 | Brian Laudrup    |           |      |
| FW                     | 10 | Lars Elstrup     |           |      |
| Substitucions:         |    |                  |           |      |
| MF                     | 13 | Brian Nielsen    | Amonestat | 38'  |
| MF                     | 16 | Michael Larsen   |           | 120' |
| Entrenador:            |    |                  |           |      |
| Richard Møller Nielsen |    |                  |           |      |

## Edició de 2022
| Itàlia | 0 - 3   | Argentina                                                                      |
| ------ | ------- | ------------------------------------------------------------------------------ |
|        | Informe | Lautaro Javier Martínez 28' · Ángel Fabián di María 45+1' · Paulo Dybala 90+4' |